# Thelypteris remote-pinnata
Thelypteris remote-pinnata là một loài dương xỉ trong họ Thelypteridaceae. Loài này được Alston in K mô tả khoa học đầu tiên năm 1959.
Danh pháp khoa học của loài này chưa được làm sáng tỏ. 